# Вайенщефанер
Вайенщефанер (на немски: Weihenstephaner) е марка немска бира, която се произвежда от баварската пивоварна „Bayerische Staatsbrauerei Weihenstephan“ в гр.Фрайзинг, Германия.

## История
През 725 г. в Бавария е основан бенедиктински манастир, посветен на Свети Стефан. В околностите на манастира се отглеждат градини с хмел, който монасите използват за варене на манастирска бира. За официална дата на манастирското пивоварство обаче се смята 1040 г., през която абат Арнолд откупува от град Фрайзинг правото за производство и продажба на бира. Това е и рождената дата на манастирската пивоварна Weihenstephan, която е най-старата съществуваща до днес пивоварна в света.
В продължения на столетия монасите постоянно модернизират производството, усъвършенстват технологията и вкуса на произвежданата бира. През 1803 г. църквата губи права върху манастирското имущество, а пивоварството минава под личния контрол на баварския крал. През 1852 г. до манастира е построено Централно държавно училище на баварските пивовари. През 1895 г. училището става институт, а през 1919 г. – пивоварна академия. Всеки немски пивовар, който желае самостоятелно да произвежда бира, е длъжен да премине петгодишен курс на обучение в пивоварната академия.
Weihenstephan е всепризнат пазител на баварската бирена култура: това е единствената пивоварна, която произвежда всички видове бира, които се правят в Бавария. Освен това, Weihenstephan е единствената пивоварна, която има право да поставя баварския герб в своето лого. Държавната и до днес пивоварна има важна мисия, доколкото се занимава не само с търговска дейност, но и съхранява най-добрите традиции на баварското пивоварство. Неслучайно пивоварни от цял свят използват за своите бири уникалните бирени дрожди, които се произвеждат в пивоварната. За голямото държавно значение на компанията говори сам по себе си и фактът, че пивоварната се оглавява по традиция от министъра на икономиката на Бавария.

## Търговски асортимент
„Weihenstephaner“ се произвежда в следните разновидности:
- Weihenstephaner Hefeweissbier – светла нефилтрирана вайс бира с освежаващ и наситен вкус, плътна бяла пяна и аромат на узряла пшеница и цветя, с алкохолно съдържание 5,4 об%.

- Weihenstephaner Hefeweissbier Dunkel – тъмна нефилтрирана вайс бира с алкохолно съдържание 5,3 об%.
- Weihenstephaner Hefeweissbier Leicht – лека светла нефилтрирана вайс бира с алкохолно съдържание 3,2 об%.
- Weihenstephaner Hefeweissbier Alkoholfrei – светла нефилтрирана вайс бира с алкохолно съдържание до 0,5 об%.
- Weihenstephaner Korbinian – силна тъмна бира – тип допелбок с алкохолно съдържание 7,4 об%.
- Weihenstephaner Kristallweissbier – светла филтрирана вайс бира с алкохолно съдържание 5,4 об%.
- Weihenstephaner Original – светла бира тип лагер, с малцов аромат с хмелен оттенък с алкохолно съдържание 5,1 об%.
- Weihenstephaner Original Alkoholfrei – светла бира тип лагер, с малцов аромат с хмелен оттенък с алкохолно съдържание до 0,5 об%.
- Weihenstephaner Pilsner – светла бира тип пилзнер лагер, с алкохолно съдържание 5,1 об%.
- Weihenstephaner Tradition Bayrisch Dunkel – тъмна филтрирана баварска бира с изразен аромат и малцов вкус, с алкохолно съдържание 5,2 об%.
- Weihenstephaner Festbier – силна и плътна златиста бира, в стил мерцен с медена сладост и лека хмелна горчивина, с алкохолно съдържание 5,8 об%. Вари се веднъж годишно през месец август.
- Weihenstephaner Vitus – силна светла вайсбок бира, с алкохолно съдържание 7.,7 об%. Вари се веднъж годишно през месец август.